# Море (фильм, 2002)
«Море» (исл. Hafið) — комедия исландского режиссёра Балтазара Кормакура по пьесе Олафура Хокура Симонарсона. Премьера картины состоялась 6 сентября 2002 года в рамках международного кинофестиваля в Торонто.

## Сюжет
Почувствовав, что силы покидают его, влиятельный и уважаемый глава семейства Тордур призывает своих детей вернуться в маленькую рыбацкую общину и заняться их семейным делом. Свои надежды он возлагает на младшего сына Агуста, который изучает ведение бизнеса во Франции. Именно ему Тордур намерен передать управление рыбным промыслом, которым в настоящее время управляет его старший сын Харальдур. Но у Агуста совершенно другие планы.

## В ролях
| Актёр                     | Роль        |
| ------------------------- | ----------- |
| Гуннар Эйолфссон          | Тордур      |
| Хильмир Снайр Гвюднасон   | Агуст       |
| Элен де Фужроль           | Франсуаза   |
| Кристбьорг Кьелд          | Кристин     |
| Гвюдрун Гисладоуттир      | Рагнхейдюр  |
| Сигюрдюр Скуласон         | Харальдур   |
| Эльва Оуск Оулафсдоуттир  | Аслауг      |
| Нина Дёгг Филиппусдоуттир | Мария       |
| Хердис Торвальдсдоуттир   | Ката        |
| Тростур Лео Гуннарссон    | Калли Бумба |

## Награды и номинации
- 2002 — Премия «Эдда» (Исландия)[2]:
  - лучший фильм — Балтазар Кормакур
  - лучший режиссёр — Балтазар Кормакур
  - лучший актёр — Гуннар Эйолфссон
  - лучшая актриса — Эльва Оуск Оулафсдоуттир
  - лучший актёр второго плана — Сигюрдюр Скуласон
  - лучшая актриса второго плана — Хердис Торвальдсдоуттир
  - лучший сценарий — Балтазар Кормакур и Олафур Хокур Симонарсон
  - лучший монтаж — Вальдис Оускарсдоуттир
  - номинация на лучшего актёра — Хильмир Снайр Гвюднасон
  - номинация на лучшую актрису — Гвюдрун Гисладоуттир
  - номинация на лучшую актрису второго плана — Кристбьорг Кьелд
  - номинация на лучшую работу художника — Тони Зеттерстрём
- 2002 — Номинация на кинопремию Северного совета — Балтазар Кормакур и Олафур Хокур Симонарсон[3]
- 2002 — Номинация на «Золотую раковину» кинофестиваля в Сан-Себастьяне за лучший фильм — Балтазар Кормакур[4]
- 2003 — Международный стамбульский кинофестиваль[5][6]:
  - премия «FIPRESCI» в международном конкурсе — Балтазар Кормакур
  - номинация на «Золотой тюльпан» — Балтазар Кормакур
- 2003 — Приз зрительских симпатий Международного кинофестиваля в Тромсё[норв.] (Норвегия)[7] — Балтазар Кормакур